# 12244 Werfel
12244 Werfel è un asteroide della fascia principale. Scoperto nel 1988, presenta un'orbita caratterizzata da un semiasse maggiore pari a 3,0722528 UA e da un'eccentricità di 0,1073432, inclinata di 8,99933° rispetto all'eclittica.